# مکس سالمینن
مکس سالمینن (انگلیسی: Max Salminen؛ زادهٔ ۲۲ سپتامبر ۱۹۸۸) قایقران قایق بادبانی اهل سوئد است.